# Elias Trip

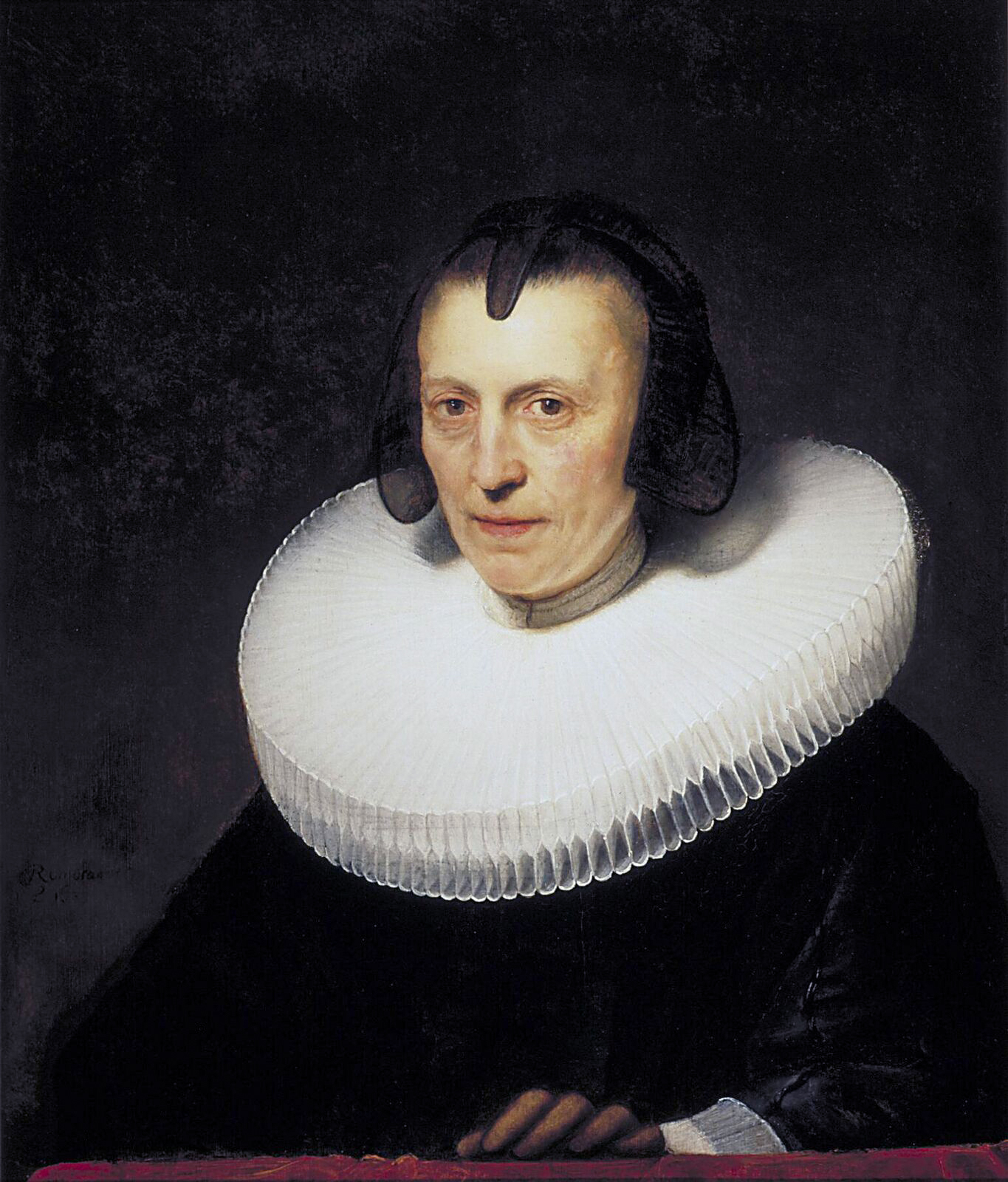
Alijdt Adriaensdr, de tweede vrouw van Elias Trip, schilderij door Rembrandt

Elias Trip (ca. 1570-1636) was een bewindhebber van de VOC. In die functie verhuisde hij rond 1615 van Dordrecht naar Amsterdam. Hij was een van de belangrijkste leden van de familie Trip.

## Biografie
Elias Trip werd omstreeks 1570 in Zaltbommel geboren. In 1592 of 1593 trouwde hij met Maria de Geer. Hij was actief als schipper-koopman.  Vermoedelijk verhuisde hij in 1593 naar Dordrecht waar hij na de dood van Maria de Geer in 1609,  in 1611 hertrouwde met Alijdt Adriaensdr, een Dordtse burgemeestersdochter.  Hij was daar ondernemend als ijzer-koopman. Dordrecht was een belangrijke stapelmarkt voor ijzer. Het is niet zeker wanneer hij naar Amsterdam verhuisde, aangezien hij zich waarschijnlijk afwisselend in Dordrecht en Amsterdam bevond. Mogelijk verhuisde hij in 1614 / 1615 naar Amsterdam.
Trip was actief in de handel in graan, teer en ijzer (uit Engeland en Duitsland) met zijn broer Jacob; samen met zijn zwager Louis de Geer was hij vanaf 1619 actief in de mijnbouw en wapenindustrie in Zweden. Hij was de belangrijkste importeur van koper uit Japan, toen de handel met Zweden werd bemoeilijkt door allerlei belastingen. Trip verkocht wapens, leverde soldaten en oorlogsschepen aan de Republiek Venetië, dat zich verzette tegen Spanje en de Habsburgers. Samen met Jacques Nicquet, eveneens woonachtig op de Herengracht, wierf hij in 1619 een bemanning aan van veelal nog kinderen uit Engeland. Hij leverde stadhouder Frederik Hendrik buskruit voor de belegering van 's Hertogenbosch. Hij nam deel in het uitreden en verzekeren van schepen. Elias was een van de initiatiefnemers van de regulering van de handel op de Levant.
Trip was twintig jaar lang sterk betrokken bij de ijzerhandel op West-Afrika. De familie Trip had daarnaast belangen in de slavenhandel. In 1606 werd een in Portugese dienst varend Lübecks schip door een door Elias Trip uitgerust schip gekaapt. De slaven aan boord werden doorverkocht aan een Engelse schipper. Ook de bonthandel in Noord-Amerika had zijn belangstelling. In 1631 kreeg hij onenigheid met zijn partner De Geer. In 1632 was de Zweedse kroon hem een miljoen gulden schuldig, rond het midden van de eeuw ten dele omgezet in uitgebreid, maar weinig aantrekkelijk grondbezit. Aan het einde van de eeuw werd een deel geconfisqueerd door de Zweedse kroon. (Het grote aantal erfgenamen maakten het beheer lastig en onoverzichtelijk.) In 1831 is Potgieter afgevaardigd om in Zweden de belangen der gerechtigden te onderzoeken. Pas in 1912 werd het laatste stuk grond verkocht.
De neven van Elias Trip, in samenwerking met achterneef Pieter Trip, stichtten een nieuwe firma na zijn overlijden.